# Werner Wägelin
Werner Wägelin (7 de agosto de 1913 em — 28 de fevereiro de 1991) foi um ciclista suíço. Competiu nos Jogos Olímpicos de Verão de 1936 em Berlim, onde foi integrante da equipe suíça de ciclismo que terminou em sexto lugar na perseguição por equipes de 4 km em pista.